# 한나 앨리굿
한나 앨리굿(Hannah Alligood, 2003년 6월 28일 ~ )은 미국의 영화배우, 텔레비전 배우이다.
버밍햄에서 태어났다.

## 방송
- 베러 씽즈 시즌4
- 베러 씽즈 시즌3

## 영화
- 베러 씽즈 (2016년)
- 미라클 프롬 헤븐 (2016년) - 헤일리 역
- 다이버전트 시리즈: 얼리전트 (2016년)